# Tribaldos
Tribaldos – gmina w Hiszpanii, w prowincji Cuenca, w Kastylii-La Mancha, o powierzchni 21,33 km². W 2011 roku gmina liczyła 115 mieszkańców.